# Studio Deen

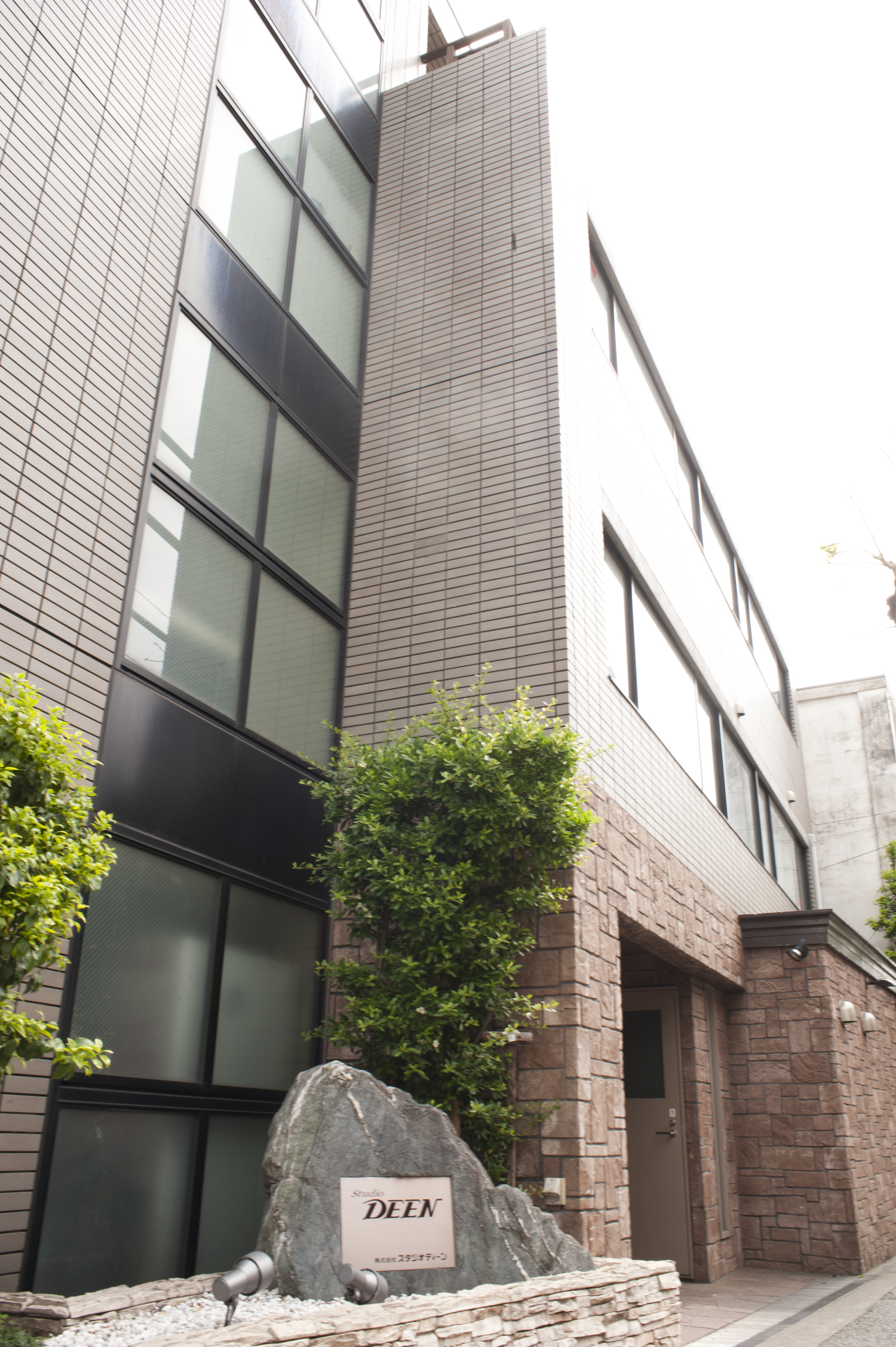
Sídlo studia od roku 2005

Studio Deen (japonsky 株式会社スタジオディーン, Kabušiki gaiša Sutadžio Dín, někdy stylizováno jako Studio DEEN) je japonské animační studio, které v roce 1975 založil producent studia Sunrise Hiroši Hasegawa a jeho bývalí animátoři. Studio vlastní tři dceřiné společnosti: čínské subdodavatelské studio Danny Donghua (čínsky 丹尼動画), subdodavatelské studio Megumi (japonsky め組) a subdodavatelské studio zabývající se 3D grafikou Umidori (japonsky うみどり).

## Televizní seriály

### 1984–2000
- Urusei jacura (1984–1986)
- Maison Ikkoku (1986–1988)
- F (1988)
- Ranma ½ (1989)
- Ranma ½ Nettóhen (1989–1992)
- DNA² (1994, koprodukce s Madhousem)
- Zenki (1995)
- Taiho šičau zo (1996–1997)
- Violinist of Hameln (1996–1997)
- Ruróni Kenšin (1997–1998)
- Eat-Man (1997)
- Haunted Junction (1997)
- Ehrgeiz (1997)
- Misutenaide Daisy (1997)
- Eat-Man '98 (1998)
- Super Radical Gag Family (1998)
- Shadow Skill - Eigi (1998)
- Momoiro Sisters (1998)
- Eden's Bowy (1999)
- Hošin engi (1999)
- Icumo kokoro ni taijó o! (1999)
- Let's Dance With Papa (1999)
- Taiho šičau zo (1999)
- Rokumon tengai mon Colle Knight (2000)
- Gravitation (2000–2001)

### 2001–2010
- Taiho šičau zo (2001)
- Star Ocean EX (2001)
- Fruits Basket (2001)
- Kokoro tošokan (2001)
- Hakaima Sadamicu (2001)
- Rave (2001–2002)
- Samurai Deeper Kjó (2002)
- Bomberman Jetters (2002–2003)
- Full moon o sagašite (2002–2003)
- GetBackers (2002–2003)
- Ó dorobó Jing (2002)
- The Mythical Detective Loki Ragnarok (2003)
- Mouse (2003)
- Jami to bóši to hon no tabibito (2003)
- R.O.D the TV (2003–2004)
- Kita e: Diamond Dust Drops (2004)
- Maria-sama ga miteru (2004)
- Maria-sama ga miteru ~ Haru (2004)
- Jumeria (2004)
- AM Driver (2004–2005)
- Tactics (2004–2005)
- Zipang (2004–2005)
- Kjó kara maó! (2004–2006)
- Amaenaide jo!! (2005)
- Ginga densecu Weed (2005–2006)
- Dívka z Pekla (2005–2006)
- Ueki no hósoku (2005–2006)
- Amaenaide jo!! Kacu!! (2006)
- Binčó-tan (2006)
- Fate/stay night (2006)
- Higuraši no naku koro ni (2006)
- Dívka z Pekla: Futakomori (2006–2007)
- Princess Princess (2006)
- Simoun (2006)
- Šónen onmjódži (2006–2007)
- Higuraši no naku koro ni kai (2007)
- Shining Tears X Wind (2007)
- Tóka gettan (2007)
- Taiho šičau zo: Full Throttle (2007–2008)
- Code-E (2007)
- Šion no ó (2007–2008)
- Suteki tantei Labyrinth (2007–2008)
- Gag manga bijori 3 (2008)
- Mission-E (2008)
- Amacuki (2008)
- Hatenkó júgi (2008)
- Džundžó Romantica (2008)
- Vampire Knight (2008)
- Dívka z Pekla: Micuganae (2008–2009)
- Džundžó Romantica 2 (2008)
- Vampire Knight Guilty (2008)
- Kjó kara maó! 3 (2008–2009)
- Maria-sama ga miteru (2009)
- Cookin' Idol Ai! Mai! Main! (2009)
- 07-Ghost (2009)
- Seitokai no ičizon (2009)
- Umineko no naku koro ni (2009)
- Gag manga bijori + (2010)
- Giant Killing (2010)
- Hakuóki: Šinsengumi kitan (2010)
- Nurarihjon no mago (2010)
- Hakuóki: Hekkecu roku (2010)
- Starry Sky (2010–2011)

### 2011–2020
- Dragon Crisis! (2011)
- Kore wa Zombie desu ka? (2011)
- Sekaiiči hacukoi (2011)
- Nurarihjon no mago: Sennen makjó (2011)
- Sekaiiči hacukoi 2 (2011)
- Pojopojo kansacu nikki (2012)
- Hakuóki: Reimeiroku – Šinsengumi kitan (2012)
- Hiiro no kakera: Tamajori hime kitan (2012)
- Kore wa Zombie desu ka? of the Dead (2012)
- Sankarea (2012)
- Hiiro no kakera: Dai ni šó (2012)
- Hakkenden: Tóhó hakken ibun (2013)
- Rozen Maiden (2013)
- Gifú dódó!! Kanecugu to Keidži (2013)
- Meganebu! (2013)
- Pupa (2014)
- Sakura Trick (2014)
- Mešimase Lodoss tó senki: Sore tte oišii no? (2014)
- Maido! Urajasu tekkin kazoku (2014)
- Bakumacu Rock (2014)
- Log Horizon 2 (2014–2015)
- Jewelpet: Magical Change (2015)
- Džundžó Romantica 3 (2015)
- Šówa genroku rakugo šindžú (2016–2017)
- Reikenzan: Hošikuzutači no utage (2016)
- KonoSuba (2016–2017)
- Rilu Rilu Fairilu: Jósei no door (2016–2017)
- Super Lovers (2016–2017)
- Sakamoto desu ga? (2016)
- Tonkacu DJ Agetaró (2016)
- Hacukoi Monster (2016)
- Ao oni: The Animation  (2016–2017)
- Reikenzan: Eiči e no šikaku (2017)
- Kabukibu! (2017)
- Rilu Rilu Fairilu: Mahó no kagami (2017–2018)
- Dívka z Pekla: Joi no togi (2017)
- The Reflection (2017)
- Hózuki no reitecu 2 (2017–2018)
- Itó Džundži: Collection (2018)
- Gurazeni (2018)
- Ongaku šódžo (2018)
- Ošiete mahó no Pendulum: Rilu Rilu Fairilu (2018–2019)
- Agú: Tensai ningjó (2018)
- Muhjo to Roji no mahóricu sódan džimušo (2018–2020)
- Ken en ken: Aoki kagajaki (2018)
- Bakumacu: Ren'ai bakumacu kareši gaiden (2018–2019)
- Kočóki: Wakaki Nobunaga (2019)
- Young Disease Outburst Boy (2019)
- Sedm smrtelných hříchů: Vznešený hněv bohů (2019–2020)
- Madžucuši Orphen hagure tabi (2020)

### 2021
- Log Horizon 3 (2021)
- Sedm smrtelných hříchů: Dračí soud (2021)
- Madžucuši Orphen hagure tabi: Kimluck hen (2021)
- Sasaki and Mijano (2022)

## OVA/ONA
- Urusei jacura (1985–1987, díly 1–3)
- Mystery Article File 538 (1987)
- Kidó keisacu Patlabor: Early Days (1988–1989)
- Domain of Murder (1992)
- Ranma ½ (1993–1994)
- Taiho šičau zo (1994–1995)
- Musekinin kančó Tylor (1994–1996, díly 2–10)
- Ranma ½ Special (1994–1995)
- DNA² (1995, v koprodukci se studiem Madhousem)
- Ranma ½ Super (1995–1996)
- Šónen Santa no daibóken (1996)
- Kišin dódži Zenki gaiden: Anki kitan (1997)
- Tekken: The Motion Picture (1998)
- Ruróni Kenšin: Cuioku hen (1999)
- Reinó tantei Miko: Phantom Hunter Miko (2000–2001, v koprodukci se studiem Šinkúkan)
- Ruróni Kenšin: Seisó hen (2001)
- Read or Die (2001)
- Taiho šičau zo (2002)
- Ó dorobó Jing in Seventh Heaven (2004)
- Maria-sama ni wa naišo (2004–2009)
- Maria-sama ga miteru (2006–2007)
- Kjó kara maó! R (2007–2008)
- Ranma ½: Akumu! Šunmin kó (2008)
- Higuraši no naku koro ni Rei (2009)
- Hetalia (2009–2010)
- Hetalia: World Series (2010–2011)
- Ruróni Kenšin: Šin Kjóto-hen (2011–2012)
- Higuraši no naku koro ni Kira (2011–2012)
- Hakuóki: Sekka roku – Šinsengumi kitan (2011–2012)
- Sekaiiči hacukoi: No love's like to the first (2011)
- Sekaiiči hacukoi: Hatori Jošijuki no baai (2011)
- Džundžó Romantica (2012)
- Hetalia: The Beautiful World (2013)
- Higuraši no naku koro ni kaku: Outbreak (2013)
- Hybrid Child (2014–2015)
- Šówa genroku rakugo šindžú: Sukeroku futatabi hen (2015)
- Hetalia: The World Twinkle (2015)
- Sakamoto desu ga? (2016)
- Hózuki no reitecu (2017)
- Neo Yokio (2017, v koprodukci se studii Production I.G a Moi Animation)
- Madžucuši Orphen hagure tabi (2020)
- Hetalia: World Stars (2021)

## Filmy
- Urusei jacura 3: Remember My Love (1985)
- Tenši no tamago (1985)
- Urusei jacura 4: Lum The Forever (1986)
- Kidó keisacu Patlabor gekidžóban (1989)
- Ranma ½: Čúgoku Nekonron daikessen! Okite jaburi no gekitó hen!! (1991)
- Ranma ½: Kessen Tógenkjó! Hanajome o torimodose!! (1992)
- Ranma ½: Čó musabecu Kessen! Ranma team VS Densecu no hó'ó (1994)
- Taiho šičau zo: The Movie (1999)
- Rokumon tengai mon Colle Knight: Densecu no fire dragon (2000)
- Initial: D Third Stage (2001)
- Gekidžóban Fate/stay night: Unlimited Blade Works (2010)
- Ginmaku Hetalia: Axis Powers - Paint it, White (Široku nure!) (2010)
- Gekidžóban Hakuóki: Kjóto ranbu (2013)
- Gekidžóban Hakuóki: Šikon sókjú (2014)
- Gekidžóban Sekaiiči hacukoi: Jokozawa Takafumi no baai (2014)
- Sekaiiči hacukoi: Valentine hen (2014)
- Ongaku šódžo (2015)
- Gekidžóban Meidži Tókjó Renka: Jumihari no serenade (2015)
- Gekidžóban Meidži Tókjó Renka: Hana kagami no fantasia (2016)
- Why We Live: The Priest Rennjo and the Jošizaki Fire (2016)
- Ao oni: The Animation (2017)
- Sekaiiči hacukoi: Propose hen (2020)
- Gekidžóban Bišódžo senši Sailor Moon Eternal (2021, v koprodukci se studiem Tóei Animation)[2]
- Nanacu no tazai: Hikari ni norowareši mono-tači (2021)